# Хадсон (Охајо)
Хадсон (енгл. Hudson) град је у америчкој савезној држави Охајо.

## Демографија
По попису из 2010. године број становника је 22.262, што је 177 (-0,8%) становника мање него 2000. године.
| Група             | 2000.          | 2010.          |
| Белци             | 21.102 (94,0%) | 20.356 (91,4%) |
| Афроамериканци    | 333 (1,5%)     | 282 (1,3%)     |
| Азијати           | 633 (2,8%)     | 966 (4,3%)     |
| Хиспаноамериканци | 184 (0,8%)     | 378 (1,7%)     |
| Укупно            | 22.439         | 22.262         |